# Richard Wahl
Richard Wahl (4 de diciembre de 1906-1 de noviembre de 1982) fue un deportista alemán que compitió en esgrima, especialista en la modalidad de sable.
Participó en los Juegos Olímpicos de Berlín 1936, obteniendo una medalla de bronce en la prueba por equipos. Ganó dos medallas de bronce en el Campeonato Mundial de Esgrima en los años 1935 y 1937.

## Palmarés internacional
| Juegos Olímpicos   | Juegos Olímpicos  | Juegos Olímpicos  | Juegos Olímpicos  |
| Año                | Lugar             | Medalla           | Prueba            |
| ------------------ | ----------------- | ----------------- | ----------------- |
| 1936               | Berlín (Alemania) | Medalla de bronce | Sable por equipos |
| Campeonato Mundial |                   |                   |                   |
| Año                | Lugar             | Medalla           | Prueba            |
| 1935               | Lausana (Suiza)   | Medalla de bronce | Sable por equipos |
| 1937               | París (Francia)   | Medalla de bronce | Sable por equipos |